# Póla
Póla (horvátul Pula, olaszul Pola) város és község (járás) Horvátországban, Isztria megyében. Legfőbb nevezetessége az amfiteátrum.

## A község (járás) települései
Póla és Stinjan.

## Fekvése
A város az Isztriai-félsziget délnyugati felén fekszik. Átlagos tengerszint feletti magassága 30 méter.
A város mellett hét domb található: Monte Zaro, Monte Serpente, Monte Ghiro, Monte Magno, Monte Paradiso, Monte Rizzi és Monte Vidal. Északon két nagyobb sziget fekszik: a Szent Jeromos-sziget és a Kozada.
Városrészek: Šijanska šuma és Veli Vrh.

## Története

### A történelem előtti időkben
Az emberek megjelenését a vidéken 1 millió évvel Krisztus előttre teszik. A neolitikum idején települést alapítottak a vidéken. A több mint háromezer éves hagyományokkal rendelkező Póla Isztria legnagyobb városa. Az első írásos emlék Póláról az i. e. 10. századból való. Az első települést az illírek alapították.
A város ismert volt a görög utazóknak. Póla a görög mitológiában is szerepel, Iaszón történetében, aki Médeiával együtt elrabolta az aranygyapjút Kolkhiszból. Az őket üldöző kolkhisziaknak végül nem sikerült elfogni egyikőjüket sem, ezért a büntetéstől tartva nem tértek vissza Kolkhiszba, hanem az Adriai-tenger vidékén új hazát alapítottak Isztriában Póla néven, amely a "szökevények városát" jelentené.

### Az ókorban

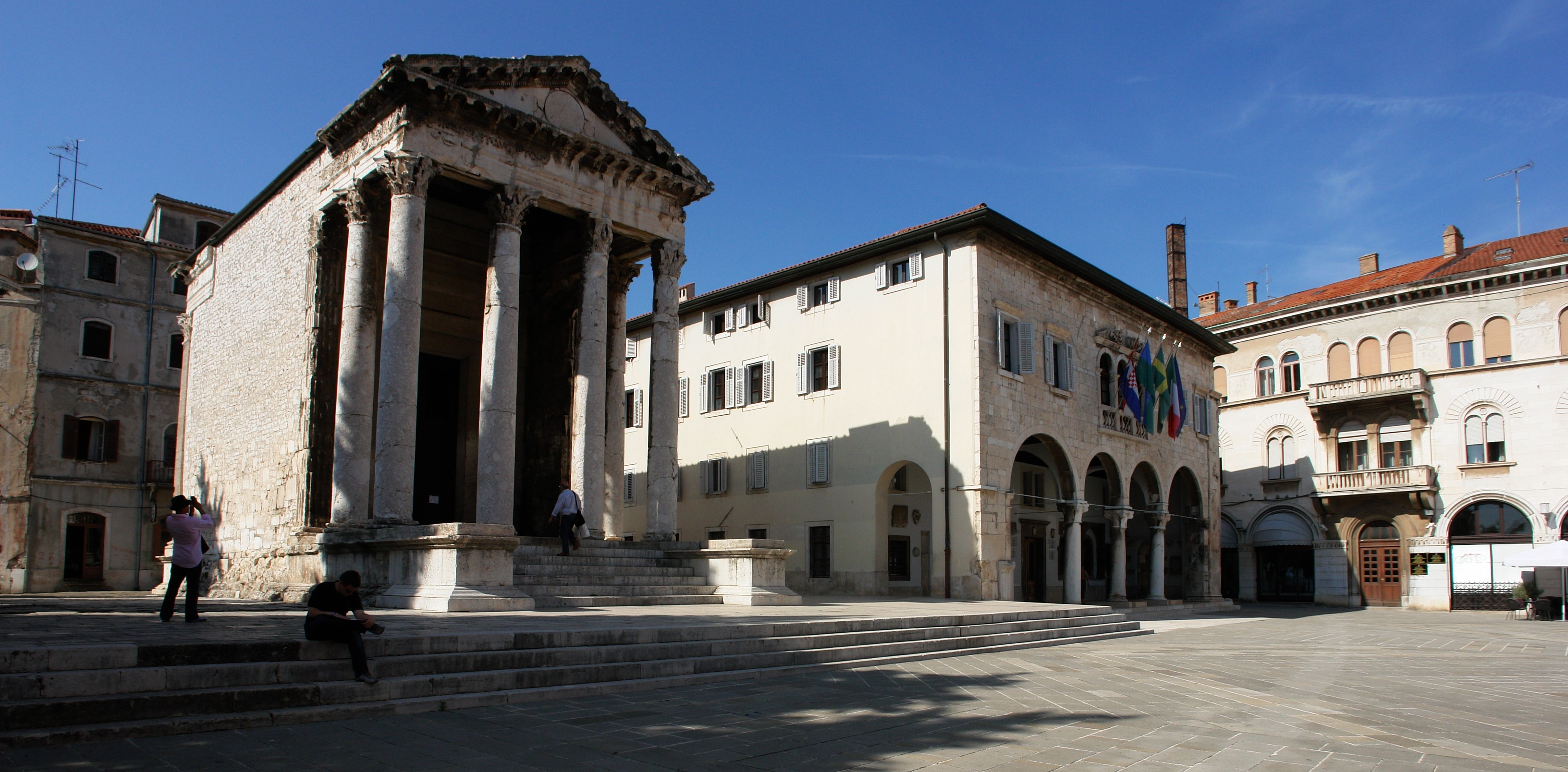
Augustus-templom

A rómaiak az Isztriai-félszigetet i. e. 177-ben foglalták el. A kolónia azonban i. e. 46-45-ben érte el a 30 000 fős létszámot. Virágkorát Augustus idején élte, ekkor építették a kikötőt, az amfiteátrumot, a színházat, több templomot és palotát. Ekkor a város teljes neve Colonia Pietas Iulia Pola Pollentia Herculanea, amelyet Augustus lányáról, Iuliáról neveztek el.
425-ben püspökséget alapítottak a városban.

### A középkorban
A Nyugatrómai Birodalom bukása után a keleti gótok foglalták el a régiót. Ők 60 évig uralkodtak a vidéken, amikor Póla a Ravennai uradalomhoz került. Ez idő alatt a város fejlődni kezdett a bizánci tengerészeknek köszönhetően, akik a várossal kereskedtek. A Szűz Mária-székesegyházat ekkor kezdték el építeni.
A szlávok a 7. században érkeztek.
788-ban a frankok hódították meg a várost, akik Isztriai Őrgrófság székhelyévé tették és 1077-ig az is maradt. A velenceiek 1148-ban és 1150-ben is elfoglalták a várost. 1192-ben a pisaiak bevették a várost, azonban a velenceiek rövid időn belül visszafoglalták.
1238-ban IX. Gergely pápa szövetségbe gyűjtötte Genovát és Velencét a császárság ellen ill. később Pisa ellen. Póla Pisa oldalára állt, ezért a velenceiek 1243-ban kifosztották. 1267-ben majd 1397-ben le is rombolták Pólát.
Póla ettől kezdve hanyatlani kezdett. A hanyatlás idején a két legnagyobb család, a Sergiusok és az Inotasok összetűzésbe kerültek (1258-1271), majd a 13-14. század fordulóján Velence és Genova is háborúzni kezdett a város fölötti fennhatóság megszerzéséért.

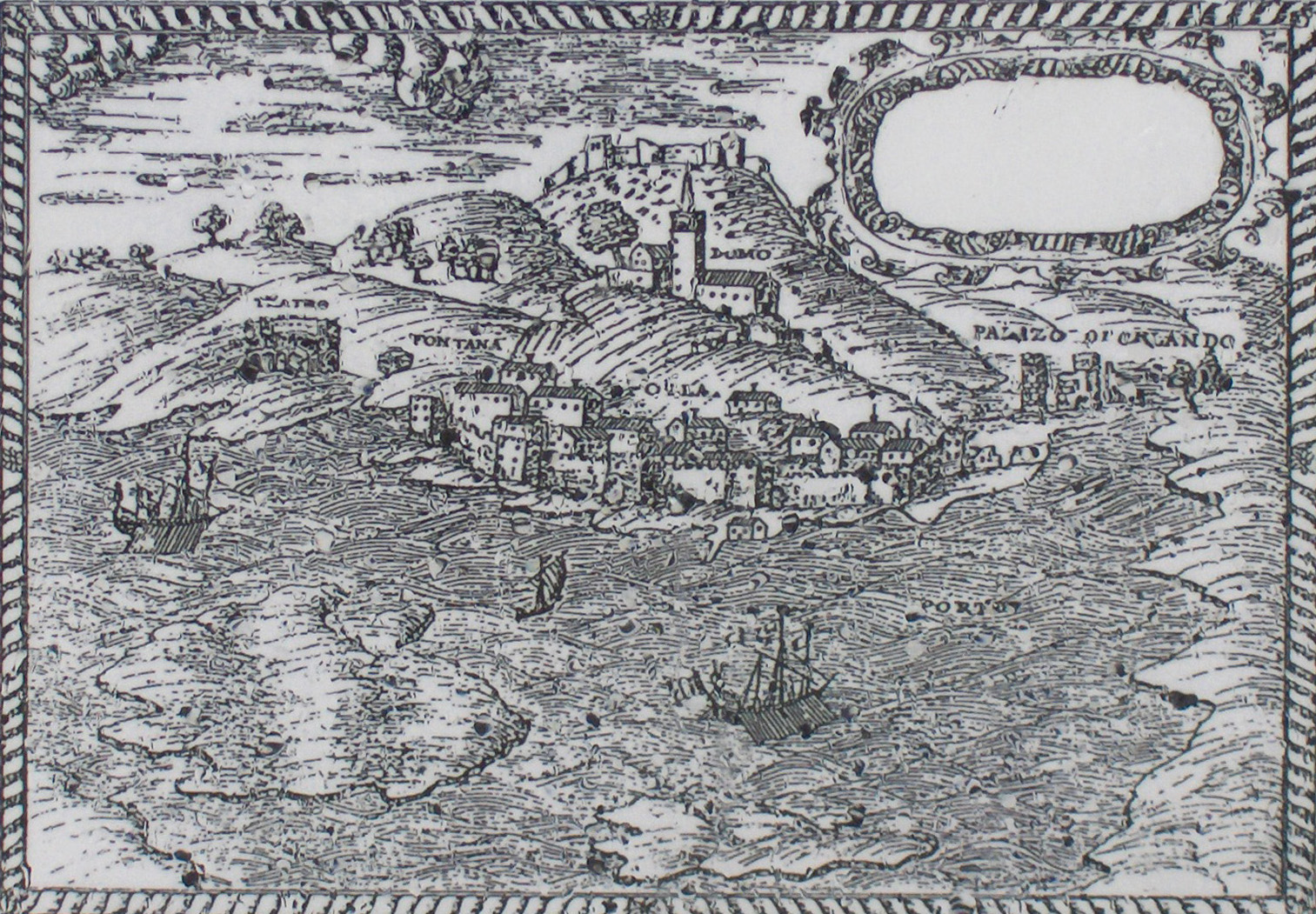
A város látképe 1584-ben

A velenceiek 1331-ben ismét elfoglalták a várost és 1797-ig a Velencei Köztársaság része is volt. A 14., 15. és 16. században többször megostromolták Pólát genovai, magyar és Habsburg-hadseregek, emiatt sok közeli falu elnéptelenedett. A városban a sok járvány miatt 1750-es évekre 300 ember maradt.

### Az újkorban
A Velencei Köztársaság 1797-ben megszűnt, Napóleon császár Isztriát a birodalmához csatolta 1805-ben.
1813-ban a város és a félsziget az Osztrák Császárság része lett, mint a Tengermellék tartomány egyik területe. 1859-ben a városi kikötőt hadikikötővé nyilvánították és megindult a hajóépítés.
Mali Lošinjban, a Lošinj szigeten lett a Habsburg-család nyári rezidenciája.
Számos, abban az időben korszerűnek számító üzem létesült, hadikikötőt és hajógyárat hoztak létre. A velencei stílusú épületek lebontásával és átalakításával létrejött a város mai képe.

### Ausztria–Magyarország birtokában

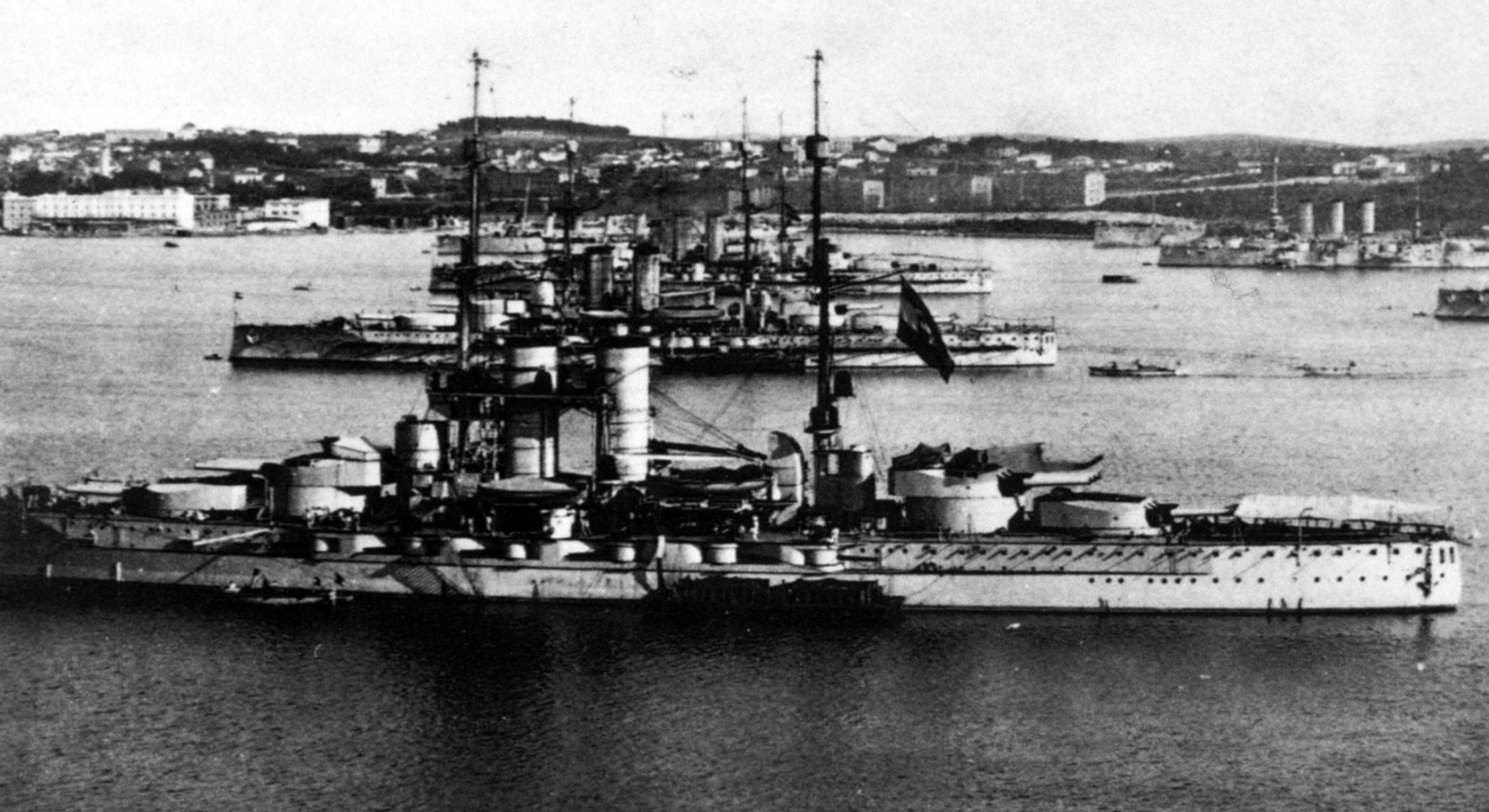
Osztrák–magyar csatahajók Pólában

1813-ban Póla és Isztria Ausztriához került. Ez az idő Pólának prosperitást hozott. 1859-től Póla nagy természetes kikötője lett a Habsburg Birodalom fő hadikikötője és fontos hajógyártó központja. Póla megfakult antik ragyogású kisvárosból modern iparvárossá nőtte ki magát. Brioni szigete a Habsburg királyi család nyaralóhelyévé vált.

### A 20. században

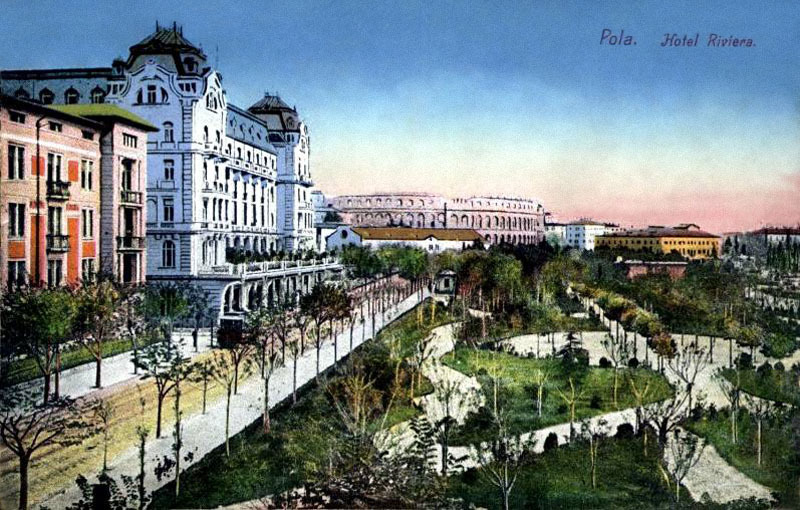
Hotel Riviéra 1904-ben

Az első világháború alatt a kikötő lett az osztrák-magyar csatahajók és az egész Császári és Királyi Hadiflotta fő bázisa. A kikötőt több légitámadás érte a háború alatt. 1918. október 31-én, amikor a háború már véget ért és a hadihajókról levonták az osztrák magyar hadilobogót, két olasz tengerésztiszt, nem tudván arról, hogy a hajók már nem ellenségesek, elsüllyesztették a Viribus Unitis csatahajót.
Az első világháború után Póla az Olasz Királyság része lett. Ez az időszak politikai és gazdasági békétlenség időszaka volt. A fasiszta kormány a nem-olaszokat háttérbe szorította, megjelent az olaszosítás.
1943-ban az olaszok kapituláltak, és a németek szállták meg a várost. A háború utolsó napjaiban, 1945. május 5-én foglalta el Isztriát és Pólát is Josip Broz Tito hadserege. A háborút követő katonai igazgatás alatt a Morgan-vonal alapján az A zónához tartozott a város, mint a nyugati szövetséges igazgatás része. A város területe így a B zónán belüli enklávé volt. A párizsi békeszerződés alapján kijelölt zónákat 1954-ben megszüntették és a határok véglegesítése során Jugoszlávia kapta meg a félszigettel együtt.
A háború után 1946-ban a város olasz lakossága elmenekült Olaszországba (isztriai exodus). Carlo Schiffrer 1946-os adatai szerint a város lakosság 87 787 fő, amelyből 64% olasz, 32% horvát. 1948-ban viszont csak 19 595 fő a város lakossága.
1991-ben Póla a független Horvátország része lett.

## Éghajlata
Póla éghajlata nedves szubtrópusi(Köppen klímarendszere szerinti „Cfa klíma”), amely enyhe téllel és meleg nyárral jár. Évente 2 316 vagy naponta 6,3 órát süt a nap. Az évi középhőmérséklet 13,2 °C.
| Hónap                         | Jan. | Feb. | Már. | Ápr. | Máj. | Jún. | Júl. | Aug. | Szep. | Okt. | Nov. | Dec. | Év   |
| ----------------------------- | ---- | ---- | ---- | ---- | ---- | ---- | ---- | ---- | ----- | ---- | ---- | ---- | ---- |
| Átlagos max. hőmérséklet (°C) | 9,5  | 10,6 | 13,3 | 15,7 | 20,8 | 25,0 | 27,5 | 27,4 | 24,1  | 19,0 | 13,8 | 10,7 | 18,2 |
| Átlaghőmérséklet (°C)         | 5,6  | 5,5  | 8,3  | 11,7 | 15,9 | 19,9 | 22,7 | 22,7 | 19,4  | 15,1 | 10,0 | 7,2  | 13,7 |
| Átlagos min. hőmérséklet (°C) | 0,8  | 1,5  | 3,3  | 5,5  | 10,0 | 14,3 | 16,5 | 16,2 | 13,6  | 9,5  | 4,6  | 1,8  | 8,2  |
| Átl. csapadékmennyiség (mm)   | 78   | 64   | 65   | 70   | 56   | 53   | 48   | 75   | 85    | 80   | 112  | 85   | 871  |
| Forrás: Worldclimate.com      |      |      |      |      |      |      |      |      |       |      |      |      |      |

## Lakosság
Póla a megye legnagyobb városa, agglomerációval együtt 2007-ben több, mint 100 000 lakosa volt. A 2001-es népszámlálás szerint a városban 58 594 fő lakott, ezzel a 9. legnagyobb város volt Horvátországban. A népsűrűség 2001-ben 1093 fő/km², ezzel az 5. legsűrűbben lakott település az országban.
Nemek megoszlása a következő: A férfiak száma 28 033 fő (47,84%), míg a nők száma 30 561 fő (52,16%).
Nemzetiségek tekintetében a lakosság 71,65%-a horvát, 5,83%-a szerb, 4,82%-a olasz, 1,67%-a bosnyák, 1,25%-a szlovén, a többi egyéb nemzetiségű.
A lakosság többsége római katolikus (68,34%).

## Közigazgatási beosztás
A város 16 városrészből áll, ezek:
| Név                    | körzetei                                                                                     | területe (m²) | lakosság (2001) | népsűrűség (fő/km²) |
| ---------------------- | -------------------------------------------------------------------------------------------- | ------------- | --------------- | ------------------- |
| Óváros                 | Pula negyed, Sveti Martin, Portarata és Arsenal                                              | 1 803 570     | 4 803           | 2663,1              |
| Kaštanjer              | Kaštanjer negyed                                                                             | 688 533       | 5 166           | 7502,9              |
| Monte Zaro             | Monte Zaro negyed                                                                            | 323 720       | 3 502           | 10 818              |
| Sv. Polikarp – Sisplac | Sveti Polikarp negyed, Tengerészek kórháza és Sisplac                                        | 794 822       | 7 776           | 9783,3              |
| Veruda                 | Veruda negyed, Valsaline, Monsival, Saccorgiana i Verudella                                  | 1 807 715     | 5 .698          | 3152                |
| Stoja                  | Musil negyed, Vergarola, Sveti Petar, Barake, Valkane, Valovine és Stoja                     | 2 955 950     | 1622            | 548,7               |
| Nova Veruda            | Vidikovac negyed, Marina Veruda, Fischerhutte és Bunarina                                    | 1 369 152     | 2 748           | 2007,1              |
| Šijana                 | Šijana negyed, Monteghiro és Valica-Ilirija előváros, Vidrijan és Vernal                     | 3 421 918     | 6 897           | 2015,5              |
| Štinjan                | Szt. Jeromos-sziget, Kozada, Szt. Katarina-sziget                                            | 6 055 036     | 1366            | 225,6               |
| Veli Vrh               | Veli Vrh előváros, Paganor, Karšiole és Vallelunga                                           | 3 596 220     | 2 944           | 818,6               |
| Busoler                | Busoler előváros, Škatari, Šikići, Valmade, Monteserpo-Komunal, Kaiserwald és Valtursko-mező | 11 070 417    | 2 376           | 214,6               |
| Valdebek               | Valdebek negyed és Dolinka                                                                   | 4 715 057     | 2 226           | 472,1               |
| Arena                  | Arena negyed, Croatia és a pályaudvar                                                        | 467 687       | 4 971           | 10628,9             |
| Vidikovac              | Monte-rizzi és Drenovica negyedek                                                            | 1 098 976     | 5 883           | 5353,2              |
| Gregovica              | Pragrande, Sveti Mihovil, kórház és Gregovica                                                | 1 408 490     | 2 680           | 1902,7              |
| Monvidal               | Monvidal negyed                                                                              | 349 259       | 2 044           | 5852,4              |
|                        | Összesen                                                                                     | 41 926 522    | 62 702          | 1495,5              |

## Gazdaság

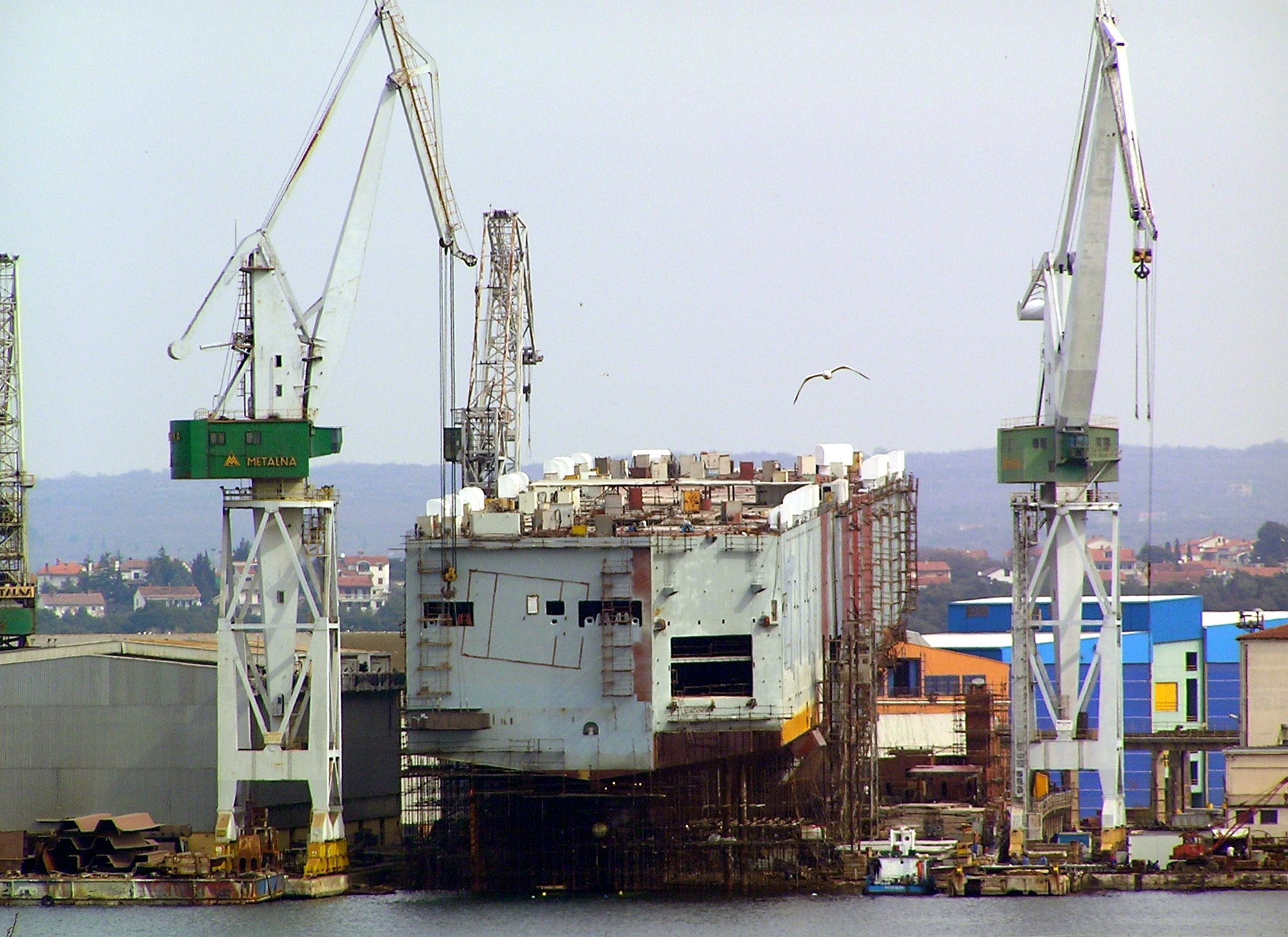
Póla hajóátrakodója

A fő iparág a városban a hajóépítés és kereskedelem és a turizmus. Nagyobb cégek a városban:
- Uljanik-hajógyár
- Tehnomont-hajógyár
- Istra cement d.o.o. (cementgyár)
- Brionka d.d. (élelmiszeripar)  Archiválva 2008. április 11-i dátummal a Wayback Machine-ben
- Schott Boral d.d. (műszaki üveggyártás)
- Bina Istra d.d. (építőipar)
- Istragradnja d.d. (építőipar)
- Cesta d.o.o. (útépítés)
- Arenaturist d.d. (turizmus)  Archiválva 2008. április 3-i dátummal a Wayback Machine-ben
- Uniline d.o.o (turizmus)

## A város magyar vonatkozásai
- Salamon magyar király (1063-1074) hatalma elvesztése után a városban halt meg és a legenda szerint a helyi Mária mennybevétele székesegyházban temették el.
- Itt született Horthy István kormányzóhelyettes.

## Nevezetességei

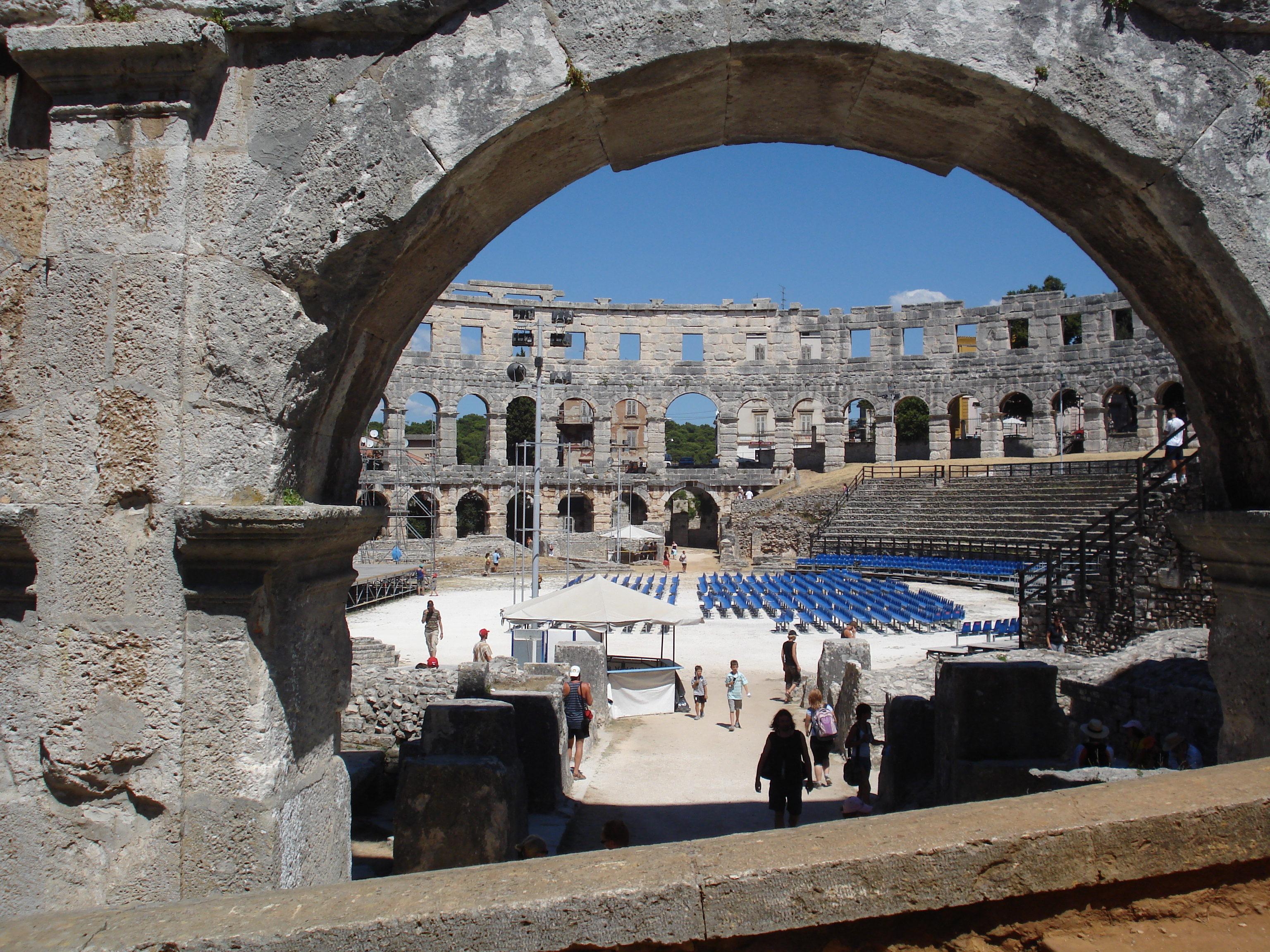
A pólai amfiteátrum

A város közelében fekszik a Brijuni Nemzeti Park.
1870-ben hajómúzeum nyílt a világon elsőként.

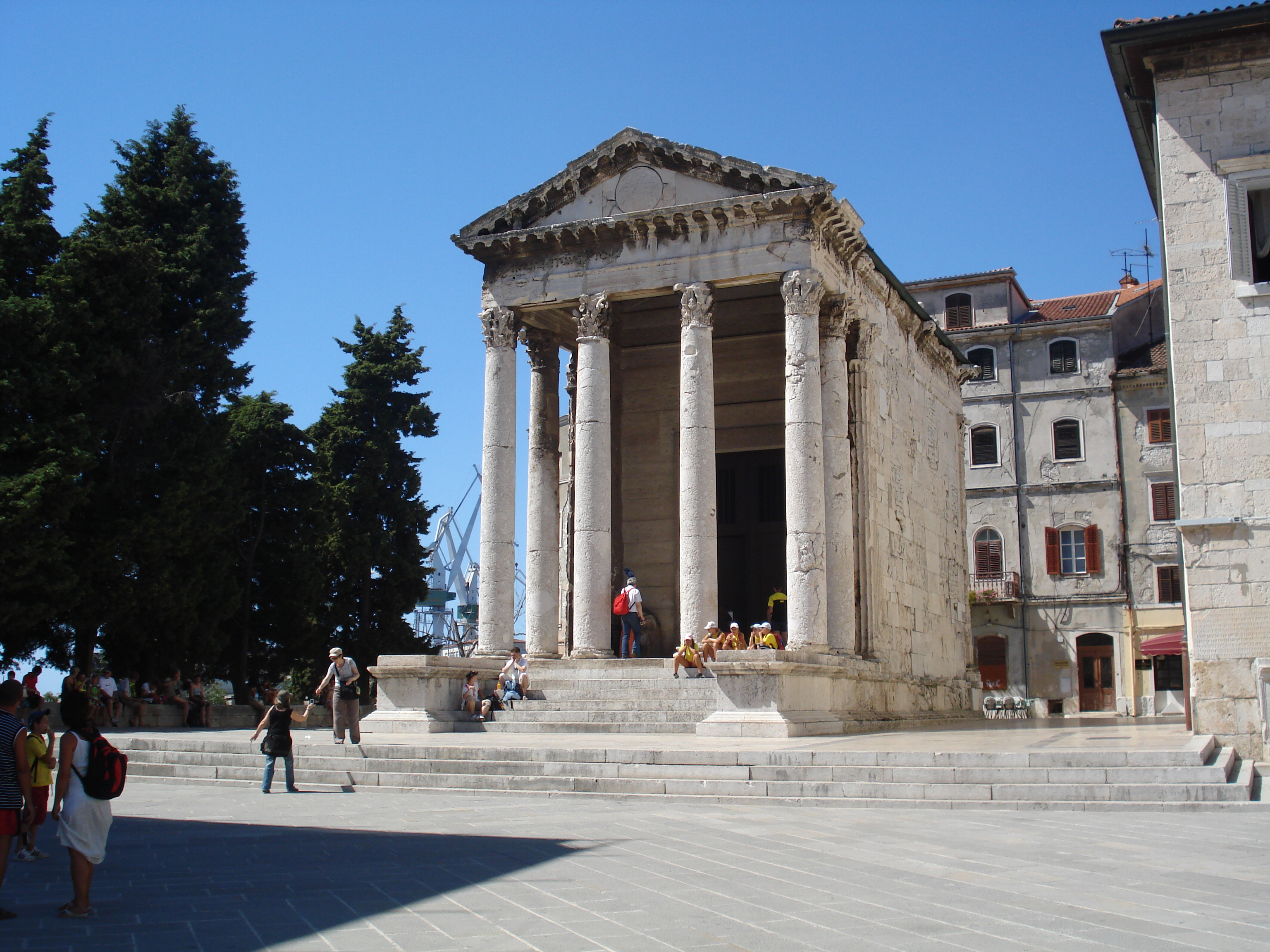
Augustus-templom

Póla legfontosabb látnivalója a hatalmas római amfiteátrum. A 23 000 nézőt befogadó ellipszis alakú építmény hosszabbik tengelye 132 méter, a rövidebbik 105 méter. Mivel részben domboldalra épült, ezért a szárazföld felőli oldala kétszintes, a tenger felőli viszont három; bejárata ez utóbbi oldalon van. A küzdőtér szintén ellipszis alakú, 68×42 méteres. A római kori amfiteátrumok közül az öt legnagyobb között található. Az épület ma viszonylag távol helyezkedik el a tengertől, ennek oka, hogy az öböl egy részét az évszázadok folyamán feltöltötték. A római korban még közvetlenül a part mellett állt, a viadalok során megölt emberek és állatok egy rövid csatornán át a tenger vizébe kerültek. Az egykoron brutális rendezvényeknek otthont adó amfiteátrum ma koncertek, operaelőadások, fesztiválok, sportrendezvények színhelye.

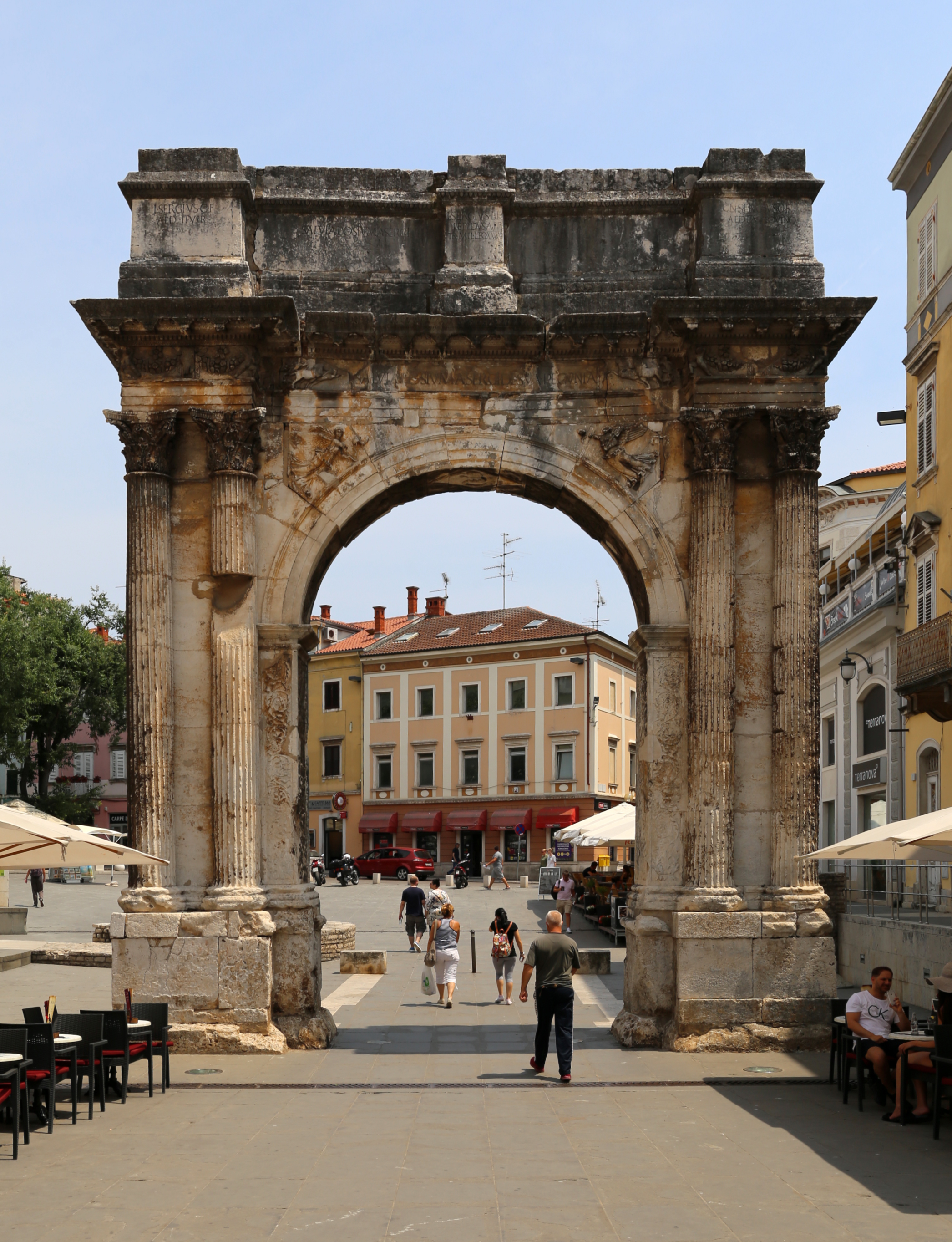
Sergius-diadalív

További két ókori római látnivaló a Sergius-diadalív és az Augustus és Róma-templom az 1. századból, amelyeket Augusztus idején építettek a fórumon. A diadalív a római klasszikus művészet egyik legfontosabb műemléke.  A Sergiusok családjából származó Salvius Postumus építette családja három tagjának tiszteletére. Egy egyszerű boltíves kapu, attikával, amelyen a Sergiusok szobrai álltak. Mára már csak a feliratai maradtak meg. A központi íves nyílás gazdagon profilozott és túlnyomórészt növényi motívumokkal díszített. Az ív tetején egy kígyóval harcoló sas domborműve található. Az ív és a koszorú egyenes irányát két háromszög alakú felület zárja le, amelyekben a Győzelem – Viktória szimbólumok szimmetrikusan vannak ábrázolva. A frízen a „Salvia Postuma” felirat található. Az Augustus-templom 16 méter széles, 8 méter magas. Róma isteneinek és Augustus császárnak van szentelve. Valószínűleg a Fórum capitoliumi triászának része volt. A római kultuszépítészet egyik legszebb példája, a késő hellenisztikus művészet erős hatásával, melyek a frízek és az oszlopfők díszítésében láthatók. Négyszög alaprajzú épület, mely magas posztamensen áll, amelyen egy mély tornác található, a homlokzaton pedig négy oszlop tartja az oromzatot.
A kettős kapu (Porta Gemina) az egyik kapu, amely megmaradt a városi fal lerombolása után a 19. században. Ez a kapu a 2. századból származik, a város legrégibb kapuja. A kaputól nem messze a régi városi fal egy maradványa áll.
Herkules-kapu a legrégibb római emlék a városban a Kr. e. 1. századból. A zárókő Hercules fejét ábrázolja, aki az ókori Póla védőistene volt. Lucius Calpurnius Piso Caesoninus és Caius Cassius Longinus neve szerepel, akiket a római szenátus bízott meg, hogy alapítsák meg a pólai kolóniát. Póla alapítását a Kr. e. 47-44 közötti időszakra teszik.
Az augustusi fórum az 1. században épült, közel a tengerhez. A fórum köré Minervának, Junónak és Jupiternek építettek egy-egy templomot. Ez a hely volt a vallás mellett a kereskedelmi és a közigazgatási központ is, majd a középkorban a város központi tere.
A városban két római színház volt, amelyek meg is maradtak. A kis római színház 50 méter sugarú félkör a második századból ill. a 100 méter sugarú nagy római színház az 1. századból.

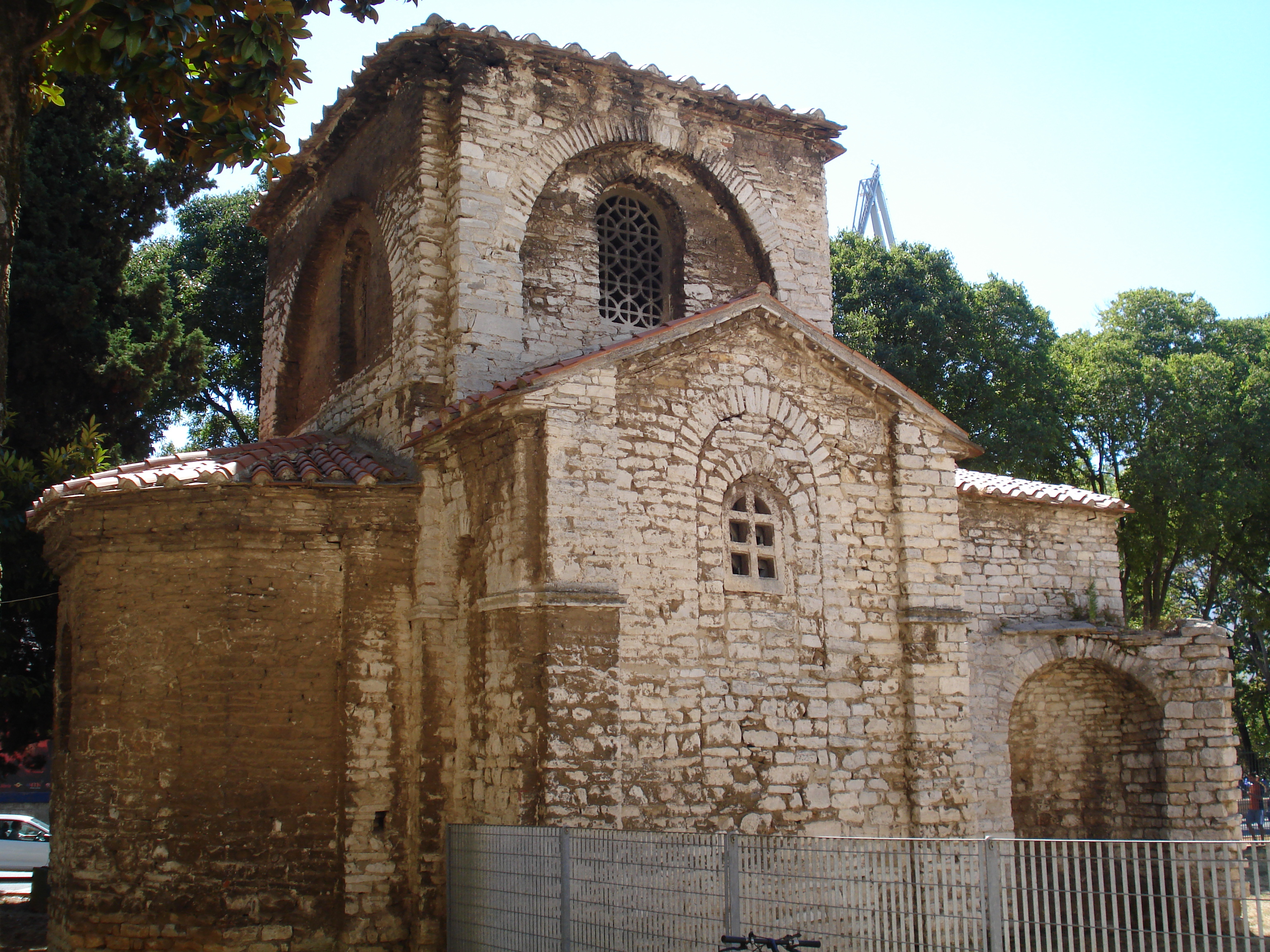
Szépséges Szűz Mária-kápolna

A bizánci Szépséges Szűz Mária-kápolna ókeresztény bazilika, amelyet a 6. században emeltettek és egy benedek-rendi apátság része volt. Építését Maximianus ravennai érsek támogatta. A háromhajós bazilikának két kápolnája volt, ezekből a déli maradt meg a mai napig. A fali képeket a 15. században rekonstruálták a korábbi ókeresztény képeket. Amikor a velenceiek elfoglalták a várost 1605-ben sok drága tárgyat elvittek Velencébe a Szent Márk-dómba.

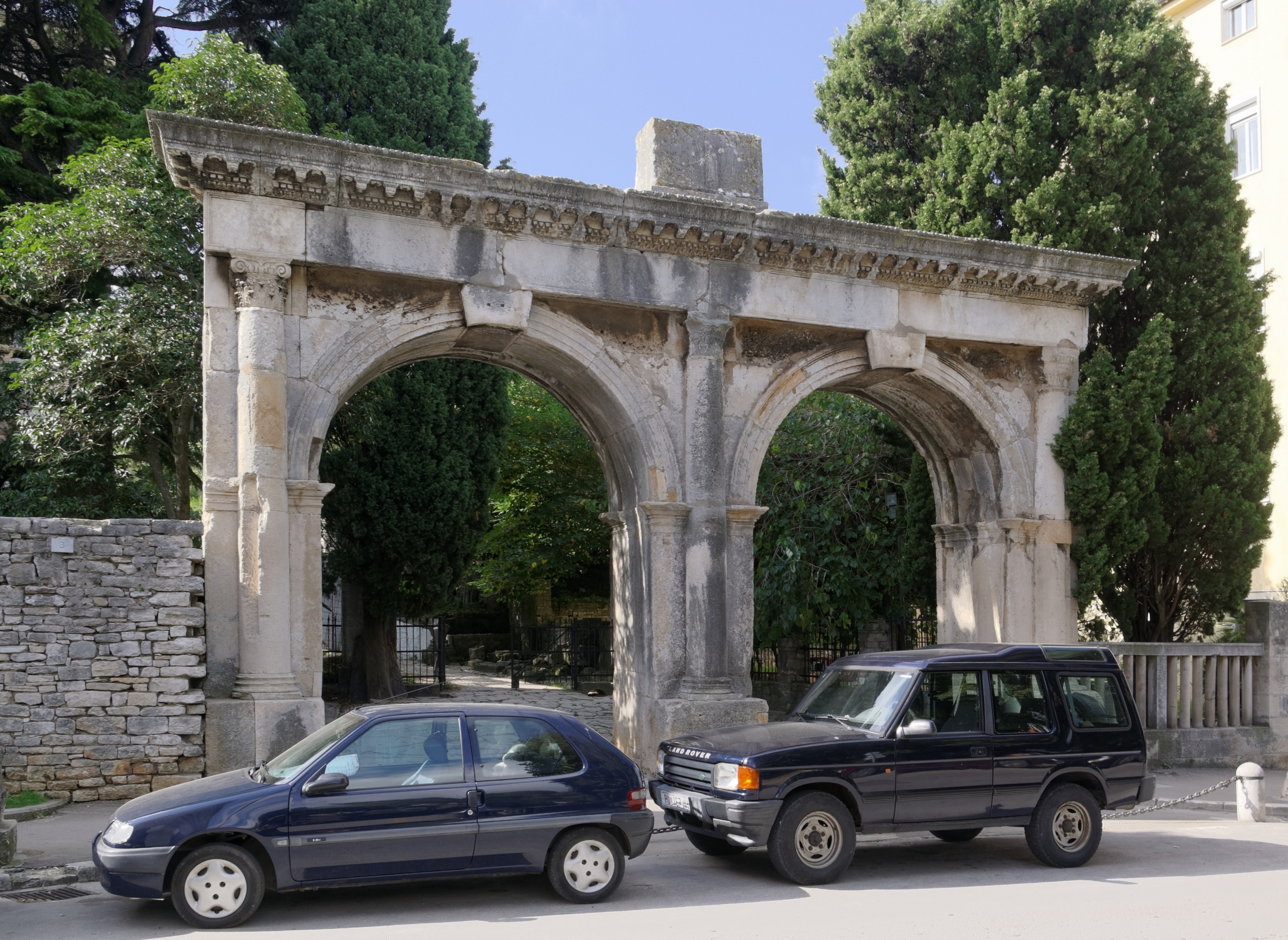
A kettős kapu, a Porta Gemina

Szent Ferenc-templom és kolostor a 13. század második felében épült korábbi ősi épületek és egy feltételezett ókeresztény templom helyén, melyből a mozaik egy része megmaradt. 1314-ben román stílusban építették át. Egyhajós, hosszúkás téglalap alaprajzú csarnoktemplom három apszissal. A szentély elülső falán szenteket ábrázoló gótikus freskók maradványai láthatók. A téglalap alaprajzú kolostor a kolostor melletti templommal egyidejűleg épült. Eredetileg kétszárnyú, földszintes épület volt. Az északkeleti szárnyban található a sekrestye és a káptalanterem, melyből monumentális gótikus portál és kettős biforáma nyílik a kerengő és a szerzetesek cellái felé, míg az északnyugati szárnyban volt a refektórium, a konyha és a gazdasági helyiségek. Középen található az udvar a kávás kúttal. A kolostort a 14. és a 17. század között többször átépítették, mai formáját a 18. század elején kapta.
A Szűz Mária-székesegyház a 6. században épült, amikor a póla püspöki székhely lett. Ezen a helyen imádkoztak a római korban az ókeresztények. A 10. században kibővítették. A 15. században felújították a templomot, a mai formáját a 16. században nyerte el, amikor reneszánsz homlokzatot építettek neki. A templom ma is tartalmaz román és bizánci elemeket, ill. a felső ablakokat a főhajón is ekkor építették. Az oltár területén még mindig látható az 5. és 6. századból származó mozaikot. Az ablakokat 1242-ben gótikus stílusban építették át. A harangtorony a templom előtt épült 1671 és 1707 között az amfiteátrum köveiből.
Szent Miklós szerb ortodox templom a 6. században épült a ravennai épületek stílusában, de a 10. században kibővítették. A 15. és 16. században ikonokat helyeztek el a templomban, a végleges ikonosztázt a görög Tomios Batos készítette el a 18. században.
A háromhajós Szűz Mária Formosa-bazilika épületkomplexuma sokszögű apszisokkal és a két oldalkápolnával a 6. század közepén épült Maximianus ravennai érsek rendeletére. A templomegyüttes mellett a püspök képviselőjének (domus rectoralis) székhelye és egy bencés kolostor is állt. Az épületegyüttesből a kereszt alaprajzú, a ravennai építészet hagyományai szerint épült déli oldalkápolna maradt meg. A belső térben megmaradtak a Traditio legis mozaikjai, valamint a stukkók és a gótikus freskók nyomai. A bazilika többi maradványaiból csak az alapok láthatók, de a bazilika északi falának egy része még áll, az északi oldalkápolna maradványait pedig a modern házakba építették be.
Az Isztriai Archeológiai Múzeum a parkban található, a római színházhoz és a kettős kapuhoz közel. A múzeumi gyűjteményt Auguste Marmont marsall alapította 1802 augusztusában, amikor számos kőemléket emeltek ki az Augustus-templomból. A mai múzeumot 1949-ben nyitották meg. A gyűjteményben ókori és középkori pólai ill. környékbeli tárgyak találhatóak.
Szent Antal-templom és kolostor az egyik legszakrálisabb emléke a városnak. A harangtornya 45 méter magas.
Pólában 20 erődből álló erődrendszer található, amelyet a 19. században az osztrákok építettek ki, amikor hadikikötő volt. Ennek a része volt Monvidal erődje. A patkó alakú erőd az azonos nevű dombon található, 48,0 m tengerszint feletti magasságban. 1852-1854 között épült 37 m átmérőjű kétszintes épület, belső kör alakú udvarral és egy elülső udvarral, amelyet a helyi kőfejtő köveiből építettek. A védőárkot a kőzetbe vájták, míg a sáncokat földből és kőből építették. Az alagsorban egy ciszterna található. Az ágyúállásokhoz külön platformot építettek. Az épületet 1914-ben raktárként és laktanyaként használták.
A régészeti feltárások során a Szent Teodóra negyedben Póla ókori városmagjának egy részét tárták fel, mintegy 4000 m2 alapterületen. A kutatás számos őskori leletet is szolgáltatott a hisztriai település kezdetétől kezdve a római kori épületmaradványokig. A római kolónia megalapítását a monumentális állami és magánépítések jellemezték. Az 5. század végén minden római épületet tűz rombolt le, a római termálfürdők romjain épült fel a Szent Lúcia ókeresztény templom, valamint egy olajbogyó-feldolgozó üzem. A 15. században az ókori templom felett egy nagyobb, késő gótikus templomot építettek Szent Teodóra tiszteletére, a templom felett pedig egy bencés apácakolostor létesült. A templom mellé a déli oldalon harangtornyot építettek. Az egész területet a 19. század közepén egyengették el, amikor az osztrák laktanya udvarát alakították ki a helyén.
Póla történelmi központjában, a központi, 34 méter magas domb tetején található a Kaštel erőd. A barokk erődöt egy középkori vár romjaira építették, amely pedig egy bronzkori település maradványaira, valamint hisztri és római rétegekre épült. Az 1630-1633 között épült erődítmény építését az egyre pusztítóbb tüzérségi tűz elleni védelem tette szükségessé. Az erőd tervezője és az építési munkák felügyelője Antoine De Ville francia hadmérnök volt. Az erőd eredetileg négyszögletes toszkán stílusú erősségként készült el, rövidebb oldalakkal és a sarkokon négy erős bástyával, melyek 24 ágyú befogadására voltak alkalmasak. Az építkezés első két évében a Zaro-dombon található nagy római színház nagyobb kőtömbjeit építőanyagként használták fel, a többi követ a közeli kőbányákból hozták. Az erődöt a 17. és a 18. században átépítették és bővítették, az eredeti déli bejáratot 1703-ban a nyugati oldalra helyezték át. A 19. század második felében az osztrák uralom alatt újabb átépítések történtek. Később egyre inkább elveszítette védelmi jelentőségét. Ma itt található az Isztriai Történeti és Tengerészeti Múzeum (Museo storico e navale dell'Istria).
A Villa Martinz 1886 után épült az egykori San Policarpo kerületben, Walter Bukovic gróf megrendelésére. A fényűző épületegyüttes lakóépülettel, istállóval, télikerttel rendelkezik. A park körül kőből épített pavilon és szökőkút található. A lakóépület maga egy kétszintes épület, az előcsarnokban monumentális, fából faragott lépcsővel, ahonnan a gazdagon díszített belső terekkel rendelkező, körülötte lévő szobákba lehet bejutni.
A Hidrográfiai Intézet épülete az Obszervatóriummal 1871-ben készült el a Monte Zaro-hegyen. Az épületben a vízellátási szolgáltatásokon kívül, tengerészeti eszközöket, hajózási térképeket és könyveket is tárolnak. Az épület 65 m hosszú volt, fő homlokzata a tenger felé nézett, amely alatt egy teraszos park húzódott. A központi épület egyemeletes volt, mindkét oldalán két földszinti szárny és egy-egy torony volt, mozgatható kupolával és teleszkópokkal. Az épület körül 12 kisebb épület volt, különféle mérőeszközökkel. A második világháború végén történt bombatámadásban lerombolták. Csak egy kupolatornya és a környező park maradt meg.
A Munkásotthon egy egyemeletes sarokpalota, mely a 19. század második felében épült a historizmus szellemében. A palotából később a "Grand Hotel" lett. 1919-ben az épületet megvásárolta a "Radnički dom szövetkezet", majd ugyanebben az évben megnyílt a munkásotthon. Itt működtek a szakszervezetek, a "Radnička straža" újság irodái és a Szocialista Munkáskönyvtár. Színháztermet is kialakítottak, amelyben tudományos és népszerű előadásokat, mozielőadásokat, kulturális esteket rendeztek. 1920-ban, június 20-25, között itt rendezték meg a Szocialista Munkáspárt II. kongresszusát. A reprezentatív és monumentális épületnek történelmi és stílusbeli értékei vannak.
A Szent György legyőzi a sárkányt emlékművet Anton Dominik Fernkorn osztrák szobrász készítette eredetileg a bécsi Montenuovo-palota fülkéjébe. A mű vázlata 1851-ből származik. Az erős drámai töltettel fémjelzett szobor nagy népszerűséget hozott Fernkorn számára. Juraj Haulik zágrábi érsek horganyzott öntvényt vásárolt a műből a zágrábi Jurjaves park (később Maksimir) számára, amelyet 1867-ben a park bejáratánál ünnepélyesen avattak fel. A talapzat monoszlói gránitból készült, Robert Streschnack bécsi szobrász tervei szerint. Az alkotást ért jelentős károk miatt 1908-ban Bécsben, ezúttal bronzból, újraöntötték és Isa Kršnjavi javaslatára helyezték el a Horvát Köztársaság térre, a Kereskedelmi és Iparkamara elé.

## Kultúra

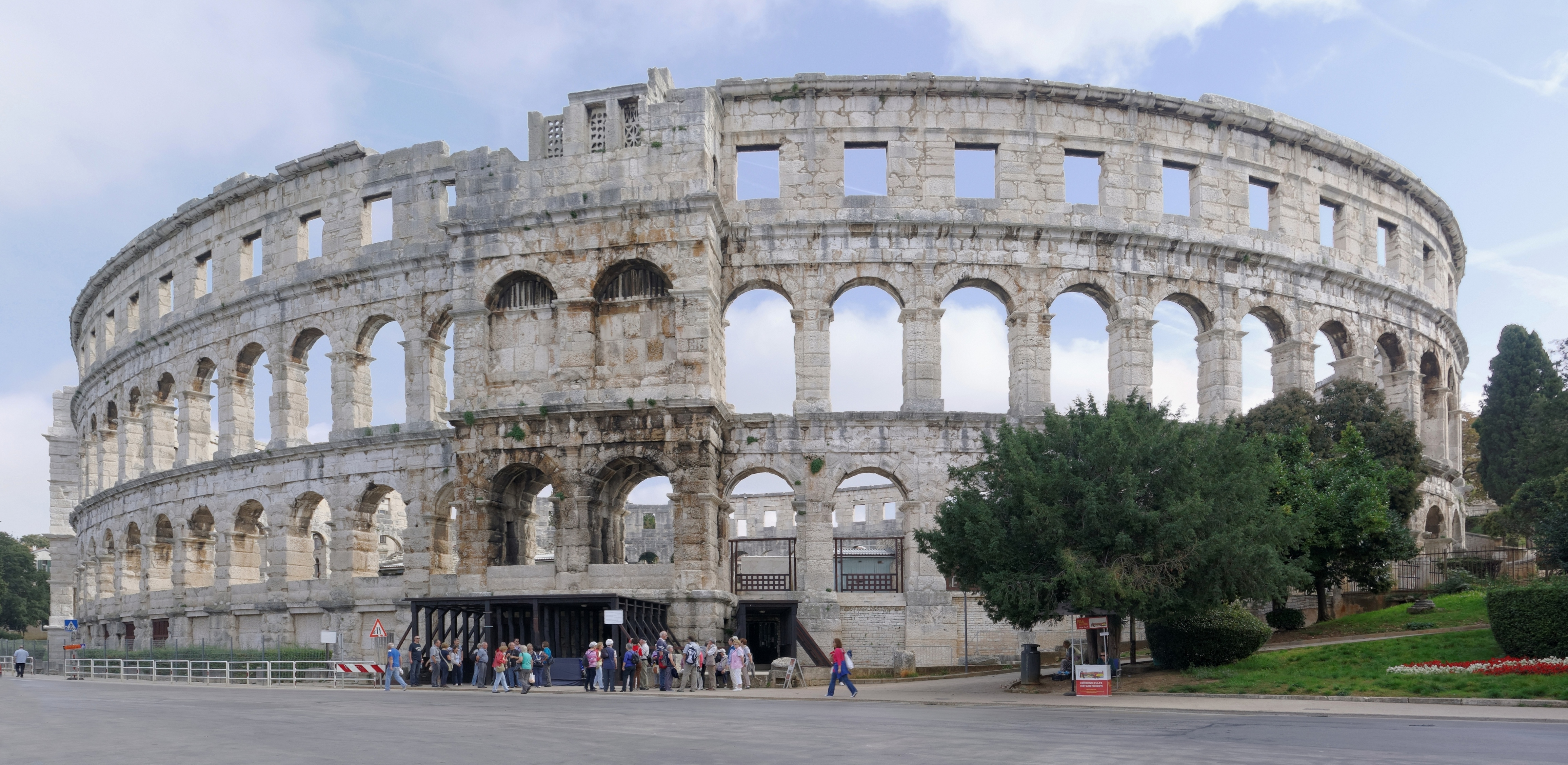
Az amfiteátrum

Pólában két múzeum található: az Isztriai Archeológiai Múzeum és az Isztria Történelme Múzeum. Tervben van négy új múzeum: Művészeti Múzeum, Tengerészeti Múzeum, Nyomtatás Múzeuma és Antun Motika Múzeum.
A városban két nagyobb könyvtár működik: Pólai Egyetemi Könyvtár és a Városi Könyvtár és Olvasóterem. A városrészekben is találhatóak kisebb könyvtárak: Veruda Könyvtár, Vodnjan Könyvtár, Žminj Könyvtár.
A legfontosabb színház az Isztriai Nemzeti Színház (INK). Egyéb színházak: Kis Isztiriai Bábszínház és a Dr. Inat Színház.
Valamikor több mozi is működött a városban, azonban mára csak a Kino Valli maradt meg, ahol évente rendezik meg a Pólai Filmfesztivált.
Póla területén 4 kulturális egyesület működik: OKUD Istra, KUD Matko Brajša Rašan, KUD Uljanik és KUD Lino Mariani. Megemlítendő még a helyi mazsorettegyesületet.

## Oktatás
Pólában 13 általános és 12 középiskola van, amelyekből egy-egy olasz nemzetiségű magániskolák. 2006-ban a Juraj Dobrila Egyetem kihelyezett egy kart: Politechnikai kar.

## Közlekedés

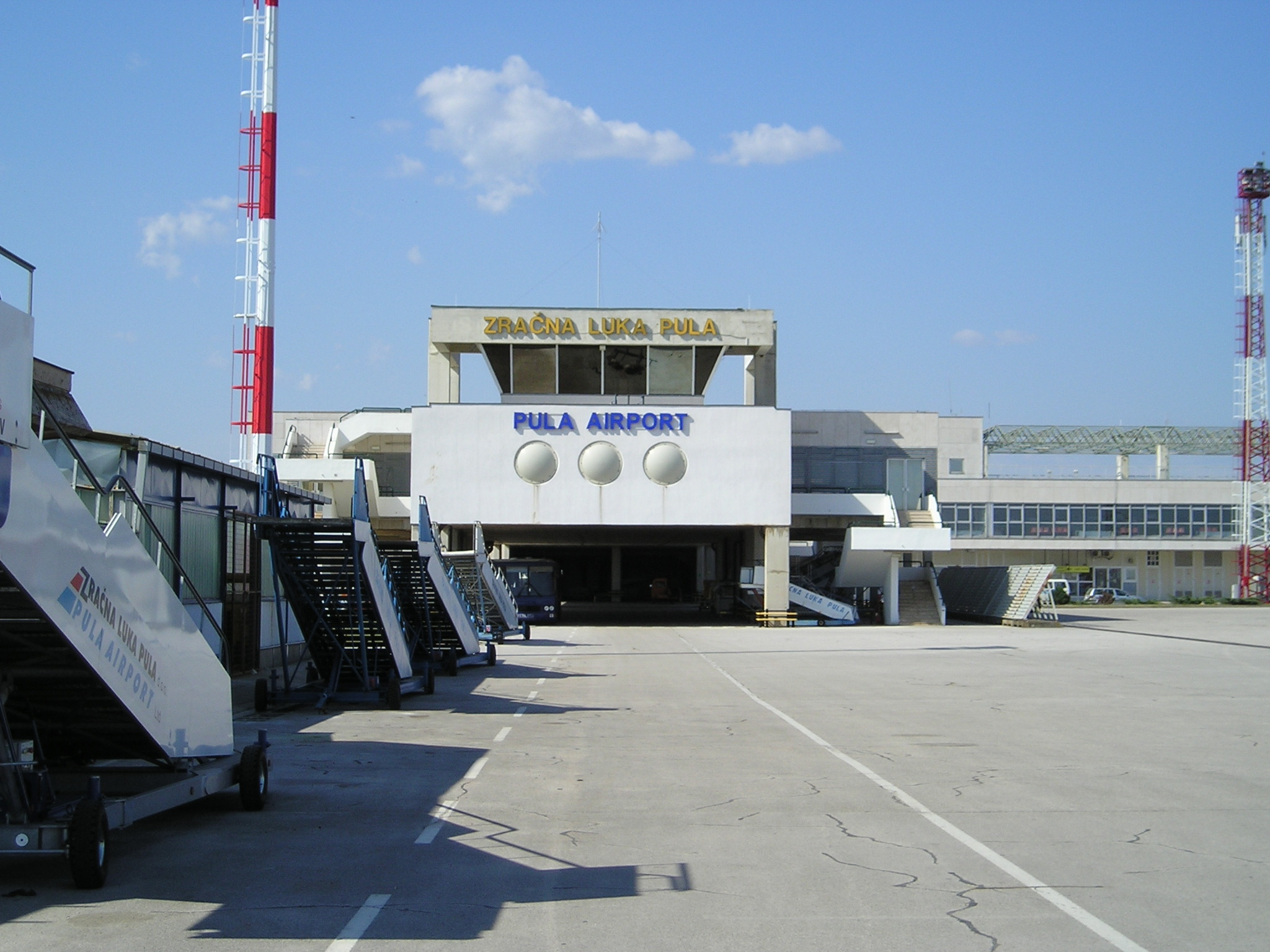
Reptér

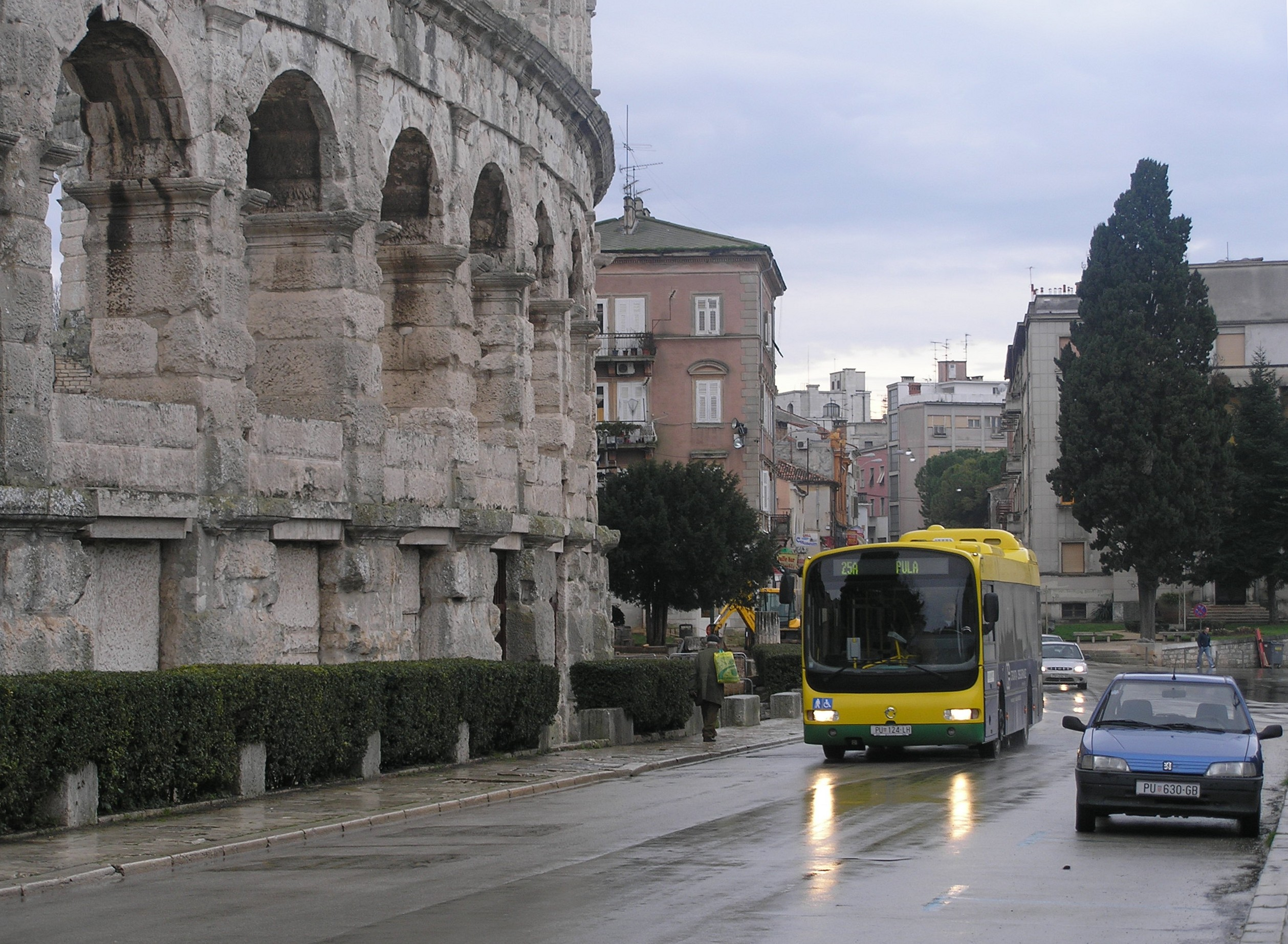
Helyi busz

A Pólai repülőtér a várostól délkeletre található. 1990 előtt 700 000 fő utas fordult meg a reptéren. A 21. században csökkent a forgalma, mivel közel van Trieszt, Fiume, és ezek reptereire ment át a forgalom.
Vasúti közlekedés szempontjából a város elhanyagolt. A legjelentősebb vonal is csak megyén belül közlekedik (Póla-Lupoglav). Ha Horvátország más vidékére utaznak az emberek, akkor Szlovéniába is be kell térniük, majd vissza.
A várost autópályán is meg lehet közelíteni Zágráb felől az A8-ason illetve Trieszt felől az A9-esen.
A helyi autóbusz-közlekedés szállítja a város embereit. A buszok 5 és 23 óra között közlekednek 11 városi és 12 elővárosi vonalon.
A tengeri közlekedés is jelentős. Zárába, Lošinjba és Velencébe is el lehet jutni vízi úton.
Pólában 1904-ben építették ki a villamoshálózatot, azonban 30 év múlva meg is szűnt.

## Sport

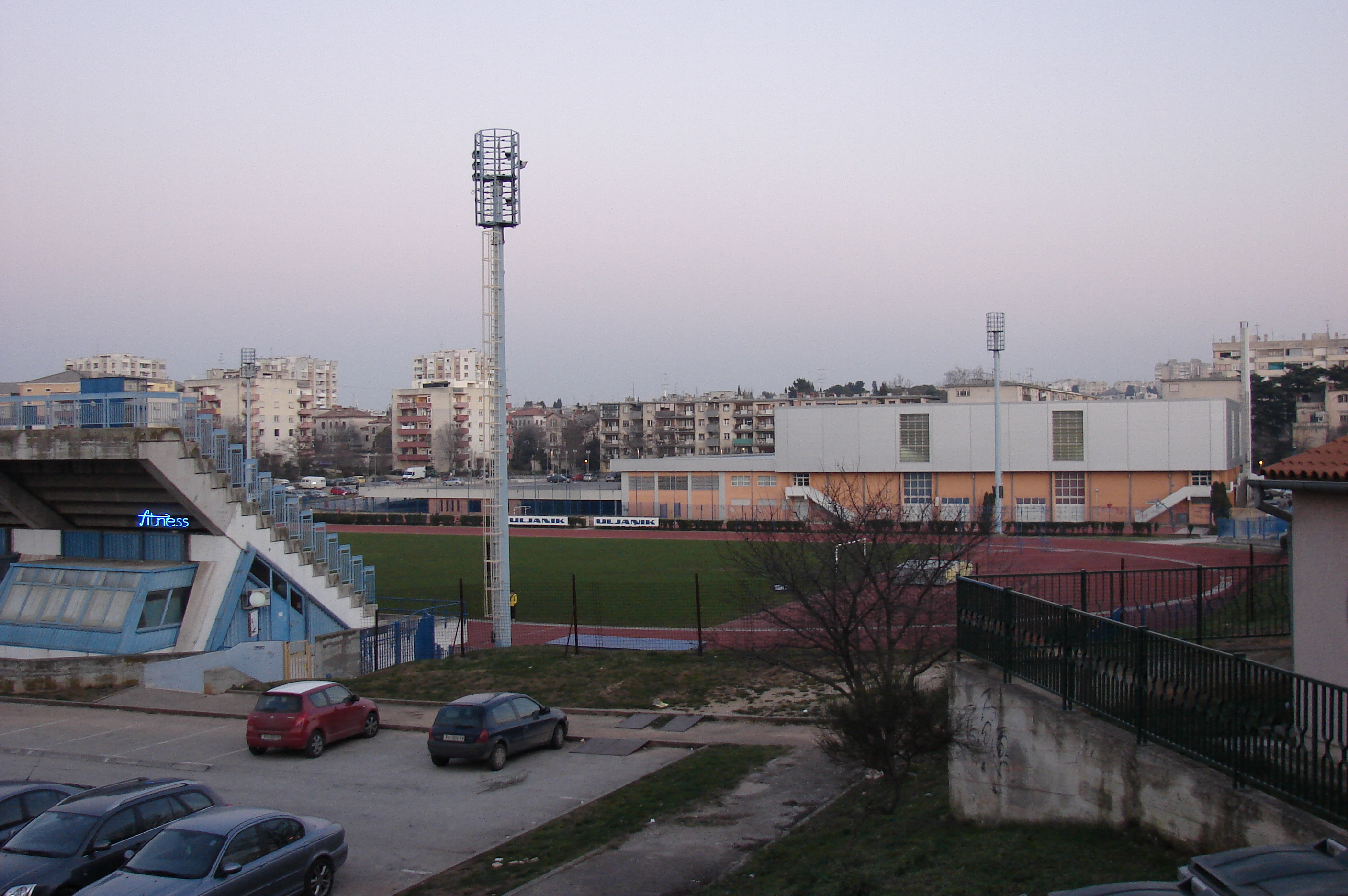
Mate Parlov sportpálya

A városban több sportklub is működik.
- labdarúgás: NK Istra, NK Istra 1961, NK Pula ICI, NK Veli Vrh, NK Štinjan.
- kosárlabda: KK Pula 1981, KK ŽKK Pula, KK Stoja
- röplabda: OK OTP banka, OK Veli Vrh
- atlétika: AK Istra
- kézilabda: Férfi és Női Kézilabdaklub
- Asztalitenisz: SK Istra, SK Arena

Minden év végén a Mate Parlov sportpályán egy hagyományos kispályás labdarúgótornát tartanak.
Póla, mint tengerparti város sok vízisporttal foglalkozó csapatot tudhat magáénak:
- vízilabda: VK UPAS Jadrograd, VK Pula
- evezés: VK Istra
- vitorlázás: JK Uljanik, JK Vega
- úszás: PK Pula, PK Arena

## Testvérvárosai

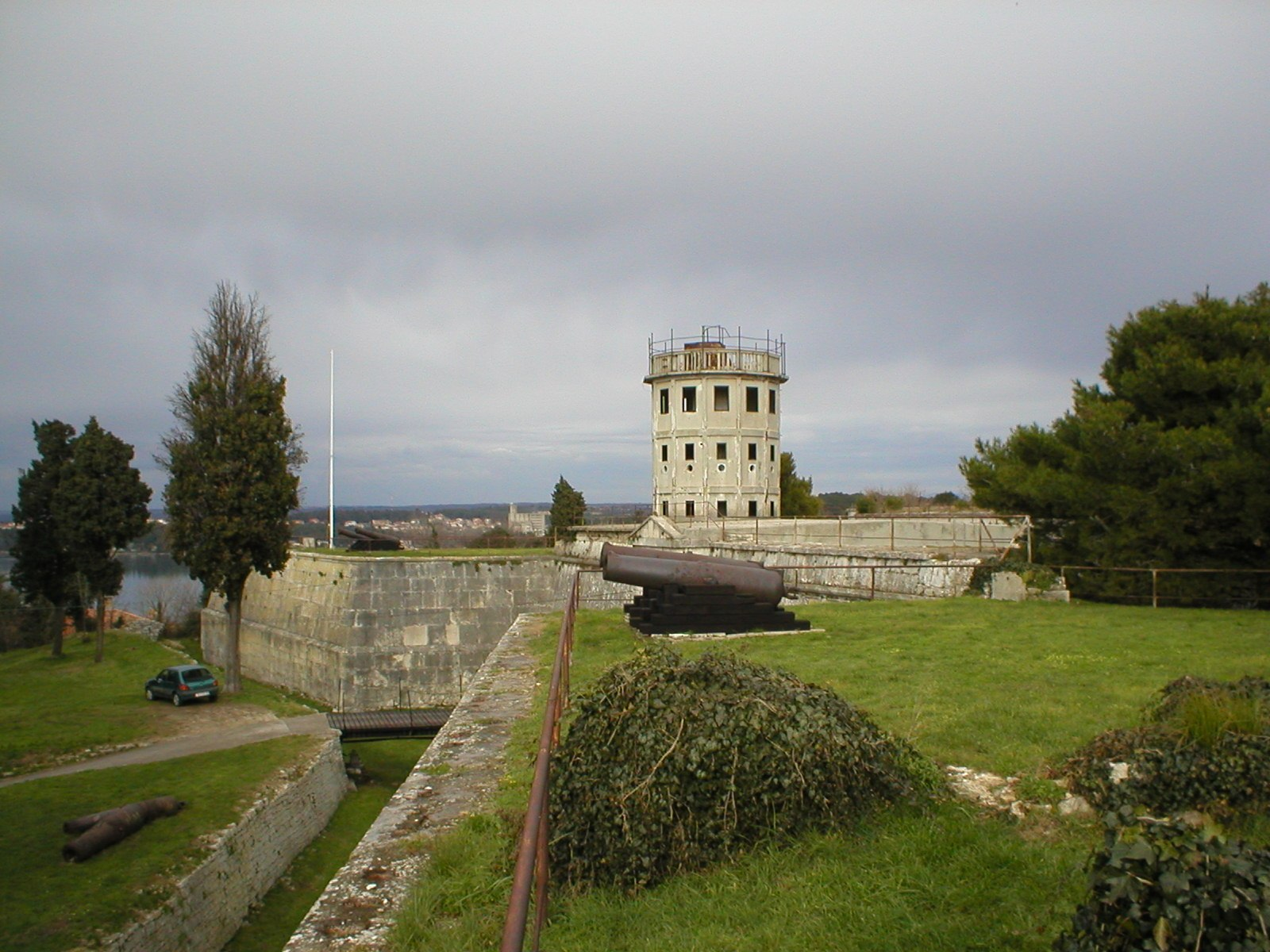
A pólai erőd

- Szeged, Magyarország (2003)
- Graz Ausztria (1972)
- Trier Németország (1971)
- Imola Olaszország (1972)
- Verona (1982)
- Kranj Szlovénia (1984)
- Čabar Horvátország (1974)
- Varasd Horvátország (1979)
- Velesz Macedónia (2002)
- Dunavarsány Magyarország (2010)
- Novorosszijszk Oroszország (1997)
- Pécs, Magyarország (partnerváros)

## Média

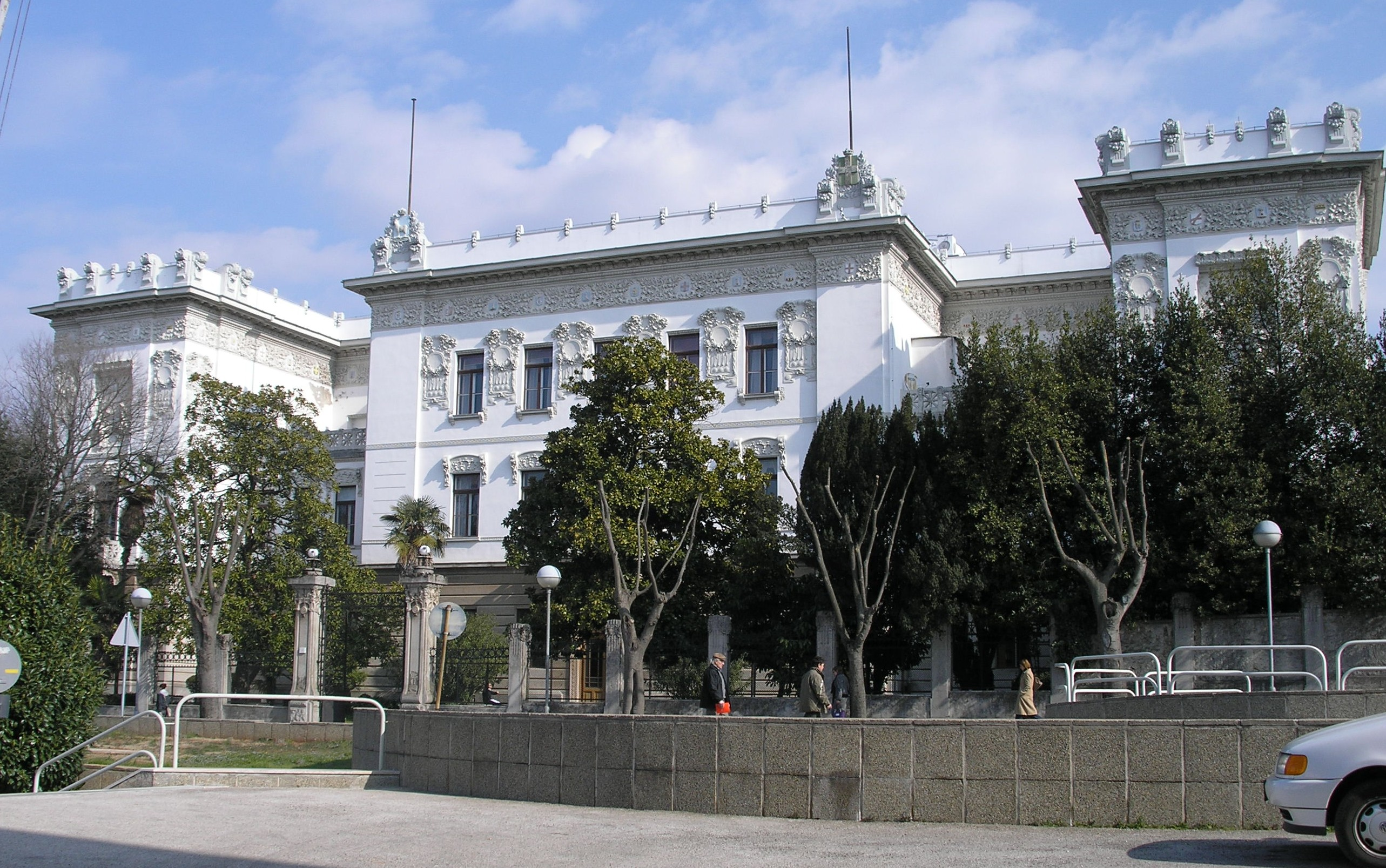
Juraj Dobrila Egyetem

Glas Istre: naponta megjelenő folyóirat, főleg Pólán, és vonzáskörzetében történtekről. NIT TV-független isztriai televíziós csatorna. Butiga-az egész Isztriát átfogó hirdetőújság, nagyon jelentős, központja Fiume és Pula.

### Rádió
- Radio Pula Archiválva 2012. január 2-i dátummal a Wayback Machine-ben

## Híres emberek

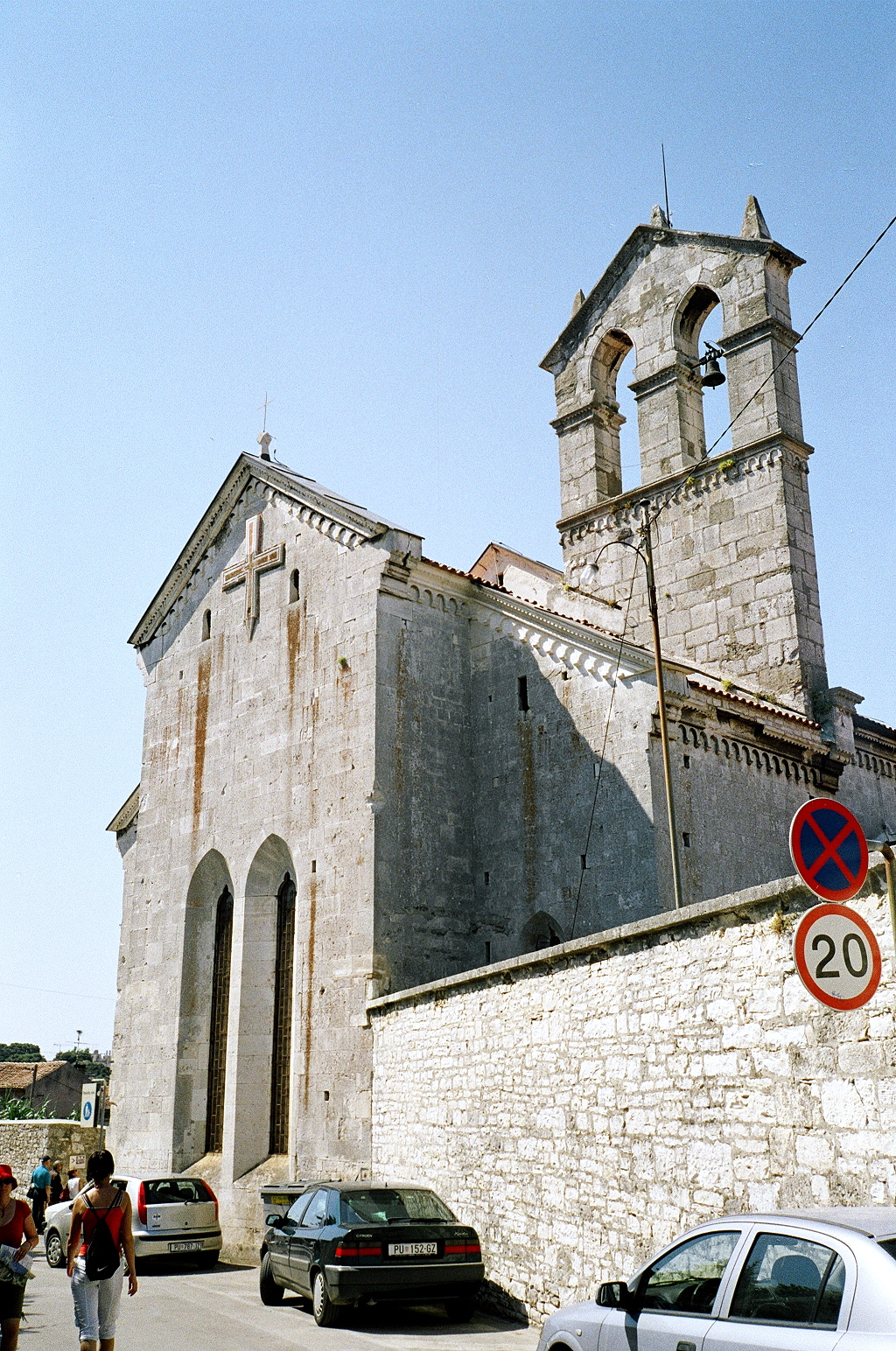
Szent Ferenc-templom

- Wolf von Aichelburg, erdélyi német író
- Miroslav Bertoša, horvát történész
- Boris Biletić, horvát irodalmár
- Egidio Bullesi, tengerész, boldoggá avatott karitatív munkás
- Klara Buršić-Matijašić, archeológus
- Aldo Drozina, labdarúgó
- Stipe Drviš, volt ökölvívó világbajnok a félnehézsúlyú kategóriában
- Darko Dukovski, horvát történész
- Jadranka Đokić, színésznő
- Wilhelm Ehm, honosított német politikus
- Sergio Endrigo, az egyik legismertebb olasz énekes és dalszerző
- Franz Karl Ginzkey, osztrák katona, író
- Alojz Gradnik, szlovén költő
- Habsburg–Tescheni Károly Albert főherceg, osztrák és lengyel katona
- Horthy Miklós, magyar admirális, kormányzó
- Pulai Jakov, építész
- Vinko Jelovac, horvát kosárlabdázó, később edző
- James Joyce, ír író
- Aldo Kliman, költő, novellista és kritikus
- Robert Koch, orvos
- Boris Komnenić, szerb színész
- Crispus, I. Nagy Konstantin fia (itt halt meg 326-ban)
- Matko Laginja, horvát politikus
- Robert Matijašić, archeológus
- Ravennai Maximianus ravennai érsek
- Luigi Mioni, fényképész
- Mijo Mirković horvát irodalmár
- Antun Motika, festő
- Daniel Načinović, irodalmár
- Maximilian Njegovan, admirális
- Tamara Obrovac, énekesnő
- Johann Palisa, osztrák asztronómus
- Mate Parlov, horvát bokszoló
- Herman Potočnik szlovén mérnök
- Stiven Rivić, labdarúgó, jelenleg a NK Istra 1961 csapat tagja
- Antonio Smareglia (1854-1929), olasz zeneszerző
- Hede von Trapp, osztrák költőnő, festő és grafikus
- Alida Valli, színész
- Dragan Velikić, irodalmár
- Antoine De Ville, francia katonai vezető
- Slavko Zlatić, zeneszerző
- Damir Burić, olimpiai bajnok horvát vízilabdázó

## Fordítás
- Ez a szócikk részben vagy egészben  a   Pula című horvát Wikipédia-szócikk fordításán alapul.  Az eredeti cikk szerkesztőit annak laptörténete sorolja fel. Ez a jelzés csupán a megfogalmazás eredetét és a szerzői jogokat jelzi, nem szolgál a cikkben szereplő információk forrásmegjelöléseként.